# Frankenwald
Il Frankenwald (tradotto Foresta Francone) è un'area chiamata Mittelgebirge, nel nord-est della Franconia. L'altezza sul livello del mare va dai 300 ai 794,6 metri.

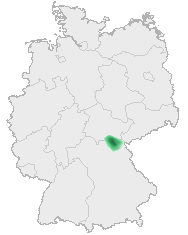
La posizione del Frankenwald in Germania

## Geografia

### Luogo
Il Frankenwald è circondato dal Thüringer Schiefergebirge (montagna dell'ardesia in Turingia) a nord-ovest, dal Vogtland bavarese ad est, dal Fichtelgebirge a sud-est e dal Obermainland (regione nord del Meno) a sud. I confini non sono ben definiti, il paesaggio cambia man mano, soprattutto verso nord. Il confine del Fichtelgebirge è situato nei pressi di Münchberg. Definendo il Frankenwald geologicamente, alcuni paesi della Turingia appartengono ad esso.

### Montagne
La montagna più alta del Frankenwald è il Döbraberg vicino Schwarzenbach am Wald, alto 794,6 metri.

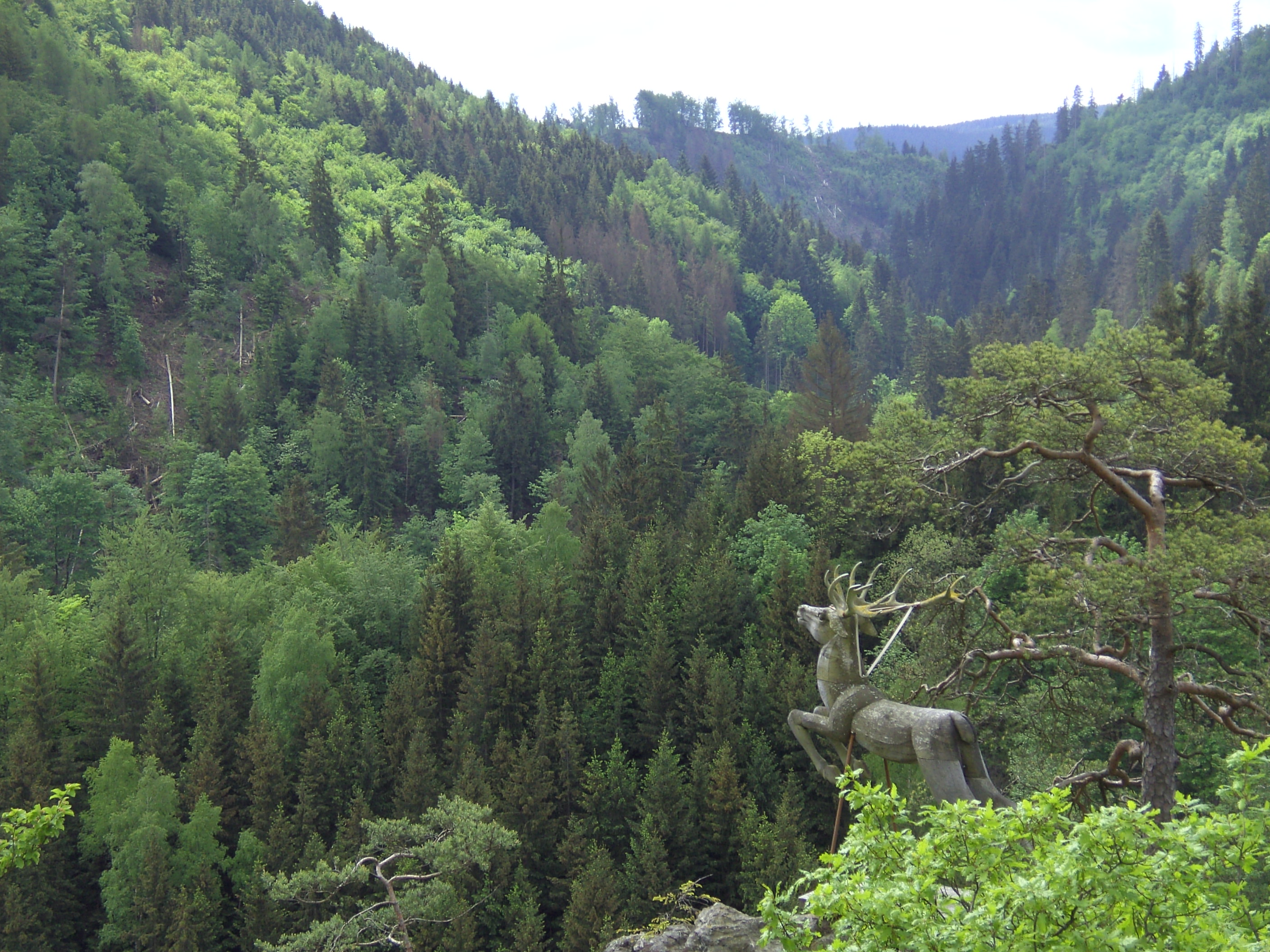
Höllental

### Flora
Il Frankenwald è ricco di boschi. Fino al XIX secolo prevalevano faggi europei e abeti, ma avendoli abbattuti furono sostituiti con pecci che crescono più velocemente. Questi ormai dominano il paesaggio.

### Geologia
Il Frankenwald è costituito per lo più da grovacca e da ardesia dal Carbonifero inferiore. Confina con l'Obermainland che è formato da calcare. Ad ovest del Frankenwald, tra Gundelsdorf e Rothenkirchen, si trova il cosiddetto bacino di Stockheim, con rocce effusive del Permiano, arenarie e ardesia.

### Geografia antropica
La summenzionata ardesia veniva utilizzata per costruire le case e viene usato ancora oggi per la costruzione di tetti nel Frankenwald.
Il clima nelle città elevate come Bad Steben o Schwarzenbach am Wald favorisce la salute, molti paesi sono riconosciuti come luoghi di cura.
Gli abitanti sono molti legati ai loro boschi che erano il fondamento per le industrie del vetro e della porcellana, di zattere e di carbonai. Gli alberi del Frankenwald sono stati trasportati sul Meno e sul Reno fino ad Amsterdam. Ancora oggi ci sono zattere nel Frankenwald, ma solo per scopi turistici.

## Paesi
Le seguenti città vengono elencate per il Frankenwald:
| - Bad Steben - Bad Lobenstein - Berg - Blankenberg - Blankenstein - Geroldsgrün - Grafengehaig - Harra - Hof - Helmbrechts - Hirschberg - Issigau - Kronach - Kupferberg - Lehesten - Lichtenberg - Ludwigsstadt - Marktleugast - Marktrodach - Mitwitz | - Naila - Nordhalben - Pressig - Presseck - Reichenbach - Rugendorf - Schauenstein - Schwarzenbach am Wald - Selbitz - Stadtsteinach - Steinbach am Wald - Steinwiesen - Stockheim - Tanna - Tettau - Teuschnitz - Tschirn - Wallenfels - Wilhelmsthal - Wirsberg - Wurzbach |

## Fiumi
Il Frankenwald è situato fra il Meno nel sud-ovest e il Saale nel nord-est. Il Rodach, il Haßlach e il Schorgast, tutti fiumi del bosco franco, confluiscono nel Meno, mentre il Selbitz e il Loquitz nel nord confluiscono nel Saale. Così lo spartiacque fra l'Elbe e il Reno attraversa il Frankenwald.

## Curiosità
La riserva naturale Frankenwald consiste di parti dei circondari di Kronach e i circondari Hof e Kulmbach. Il Ködeltalsperre, una diga di sbarramento che eroga acqua potable in quasi tutta la Alta Franconia, ha luogo in questa riserva naturale.
C'è anche un'associazione Frankenwaldverein che si occupa della cultura della regione, e organizza gite e cammini. Inoltre segnala i sentieri.